# Virgin Islands National Park
Het Virgin Islands National Park is een nationaal park op de Amerikaanse Maagdeneilanden. Het park bestaat uit ongeveer 60% van het eiland Saint John en Hassel Island op het naburige Saint Thomas.
Het in 1956 opgerichte park bestaat uit baaien met kristalhelder water, koraalriffen en prachtige zandstranden. In de tropische bossen groeien meer dan 800 plantensoorten. De oorspronkelijke vegetatie van St. John werd vernietigd door ontbossing door de Denen en werd vervangen door exotische, ingevoerde planten. Inheemse planten en bomen die nog voorkomen zijn de kapokboom en guaiacum. Ook komen er nog veel inheemse soorten orchideeën voor. In sommige ondiepe baaien vormen mangroven dichte bossen.
De zes verschillende soorten vleermuizen zijn de enige inheemse zoogdieren in het park. Daarnaast leven er enkele inheemse hagedissen-, kikker en zeeschildpaddensoorten, alsmede een aantal niet-giftige slangensoorten. Het park wordt bewoond door ongeveer honderd soorten vogels.

## Galerij

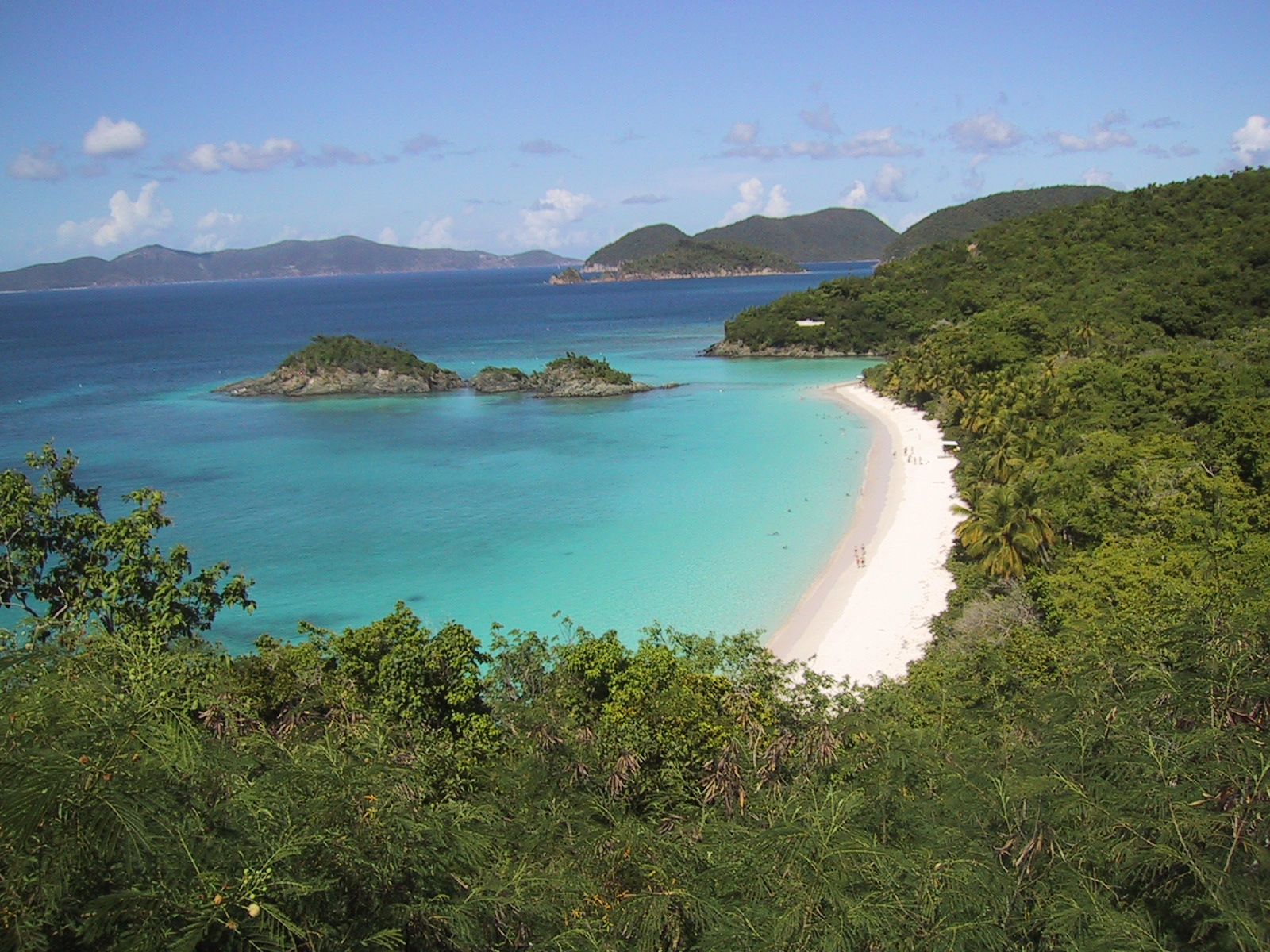
Trunk Bay
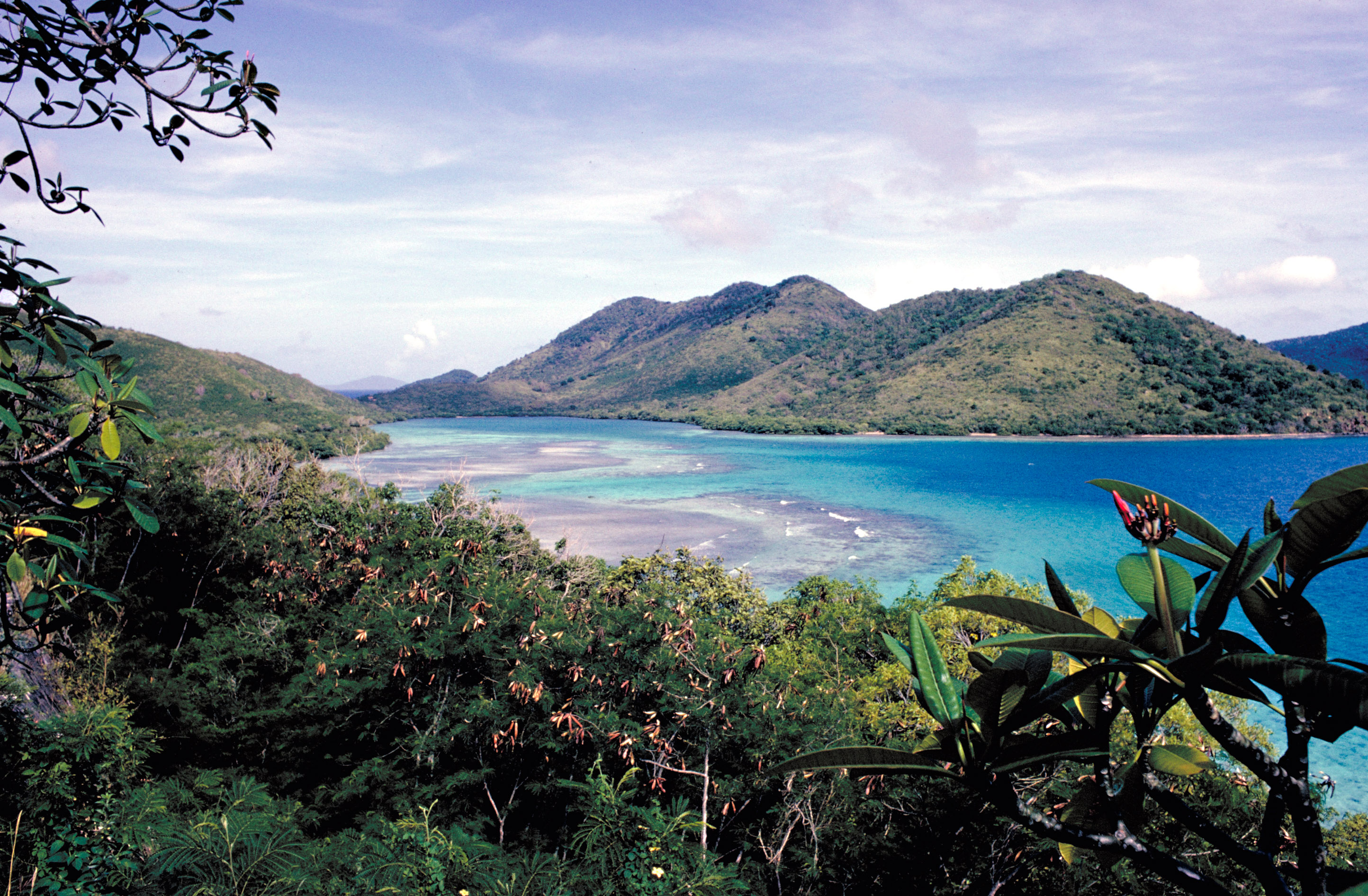
Virgin Islands National Park
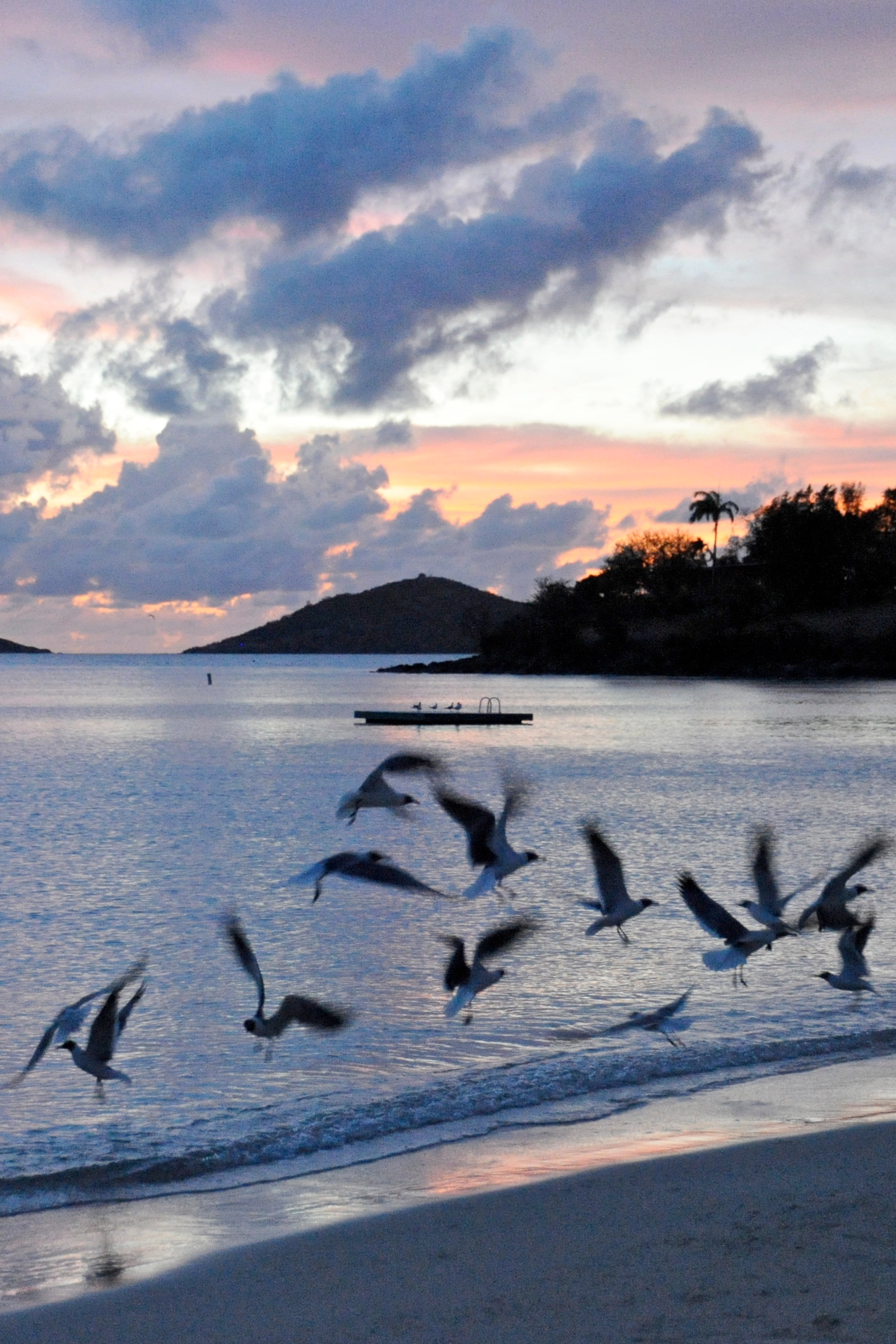
Caneel Beach
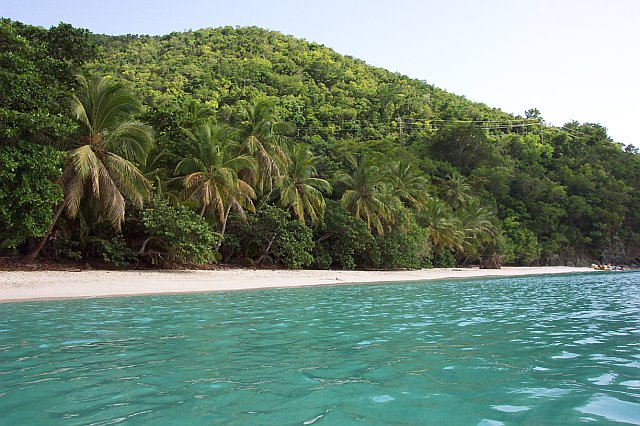
Gibney Beach